# ウルラ (小惑星)
ウルラ (714 Ulula) は小惑星帯に位置する小惑星である。ハイデルベルクのケーニッヒシュトゥール天文台でヨーゼフ・ヘルフリッヒによって発見された。
ラテン語でフクロウを表す「ウルラ」に因んで命名された。